# Ritakoski (fors, lat 68,87, long 26,88)
Ritakoski är en fors i Finland. Den ligger i Enare i landskapet Lappland, i den norra delen av landet, 1 000 km norr om huvudstaden Helsingfors. Ritakoski ligger 180 meter över havet.
Terrängen runt Ritakoski är platt norrut, men söderut är den kuperad.  Trakten runt Ritakoski är nära nog obefolkad, med mindre än två invånare per kvadratkilometer. Närmaste större samhälle är Enare kyrkby, 7,3 km nordost om Ritakoski. 